# Señor Cautivo Km. 34
Señor Cautivo Km. 34 es un caserío peruano ubicado en el distrito de Chulucanas, perteneciente a la provincia de Morropón del departamento de Piura, al norte del Perú. 

## Ubicación
Señor Cautivo Km. 34 se ubica al noroeste de la provincia de Morropón, en el distrito de Chulucanas, en el departamento de Piura.

## Demografía
En 2017 Señor Cautivo Km. 34 tenía una población de 87 habitantes.